# Cladosporium typharum
Cladosporium typharum är en svampart som beskrevs av Desm. 1834. Cladosporium typharum ingår i släktet Cladosporium och familjen Davidiellaceae.   Inga underarter finns listade i Catalogue of Life.